# Heorta cilla
Heorta cilla är en fjärilsart som beskrevs av Paul Dognin 1908. Heorta cilla ingår i släktet Heorta och familjen tandspinnare. Inga underarter finns listade i Catalogue of Life.